# صيغة مجملة

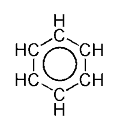

## في الكيمياء
الصيغة المجملة (نسبة ملكية) لمركب تعني تعبير مبسط لعدد كل نوع من الذرات (للعناصر الكيميائية) الموجودة في هذا المركب . ولا توضح الصيغة المجملة أي شيء متعلق بالنظائر ، أو التركيب ، أو الرقم المطلق لعدد الذرات في المركب . وتعتبر النسبة الملكية قياسية للمركبات الأيوينة مثل كلوريد الكالسيوم CaCl2 ، وأيضا للجزيئات كبيرة الحجم مثل ثنائي أكسيد السيليكون SiO2 . ويرجع المصطلح ملكية إلى تلك العملية في تحليل العناصر، وهي طريقة من طرق الكيمياء التحليلية تحدد النسبة المئوية للعناصر المكونة لمادة كيميائية نقية .
وعلى العكس فإن التركيب الجزيئي يحدد الرقم الدقيق للذرات المكونة لكل جزيئ من هذا المركب .
فمثلا ، الهيكسان يمكن أن يكون له شكل التركيب الجزيئي الآتي
CH3CH2CH2CH2CH2CH3
والذي يوضح أن له سلسلة مستقيمة من 6 ذرات كربون و 14 ذرة هيدروجين ويكون التركيب الجزيئي للهكسان C6H14 .
بينما تكون النسبة الملكية لنفس الجزيء C3H7 والتي توضح أن نسبة الهيدروجن : الكربون 7:3

## في الفيزياء
الصيغة المجملة في الفيزياء قانون استنباطي تعني معادلة رياضية تتنبأ بالنتائج ، ولكن لا توجد إثباتات نظرية توضح كيفية عملها .
فمثلا معادلة ريدبرج والتي تتنبأ بالطول الموجي للهيدروجين . والتي تم اقتراحها في عام 1888 ، تنبأت بدقة بالطول الموجي لسلسلة ليمان ، ولكن حتى قام نيلز بور في عام 1913 بنشر نظرية بور لم يكن من الممكن معرفة لماذا تعمل هذه المعادلة بطريقة صحيحة .